# Dionisij (Pylypčuk)
Dionisij (světským jménem: Kostjantyn Petrovyč Pylypčuk; * 10. června 1979, Charkov) je ukrajinský duchovní Ukrajinské pravoslavné církve Moskevského patriarchátu, arcibiskup perejaslav-chmelnycký a vikář kyjevské eparchie.

## Život
Narodil se 10. června 1979 v Charkově.
Po střední škole č. 115 v rodném městě nastoupil na Kyjevský duchovní seminář a následně na Kyjevskou duchovní akademii. Od roku 2003 přednášel na Kyjevských duchovních školách. Následující rok se stal asistentem prorektora pro akademickou činnost.
Dne 21. září 2006 byl rukopoložen na diákona a 27. září na jereje. Stal se knězem chrámu svaté Barbory při Kyjevském onkocentru. Od roku 2007 byl blagočinným chrámu Narození přesvaté Bohorodice při akademii. Roku 2012 byl jmenován sekretářem kyjevské eparchie.
Dne 28. ledna 2015 byl ustanoven duchovním chrámu Pokrova přesvaté Bohorodice v Kyjevě a 21. října jeho představeným. Dne 22. března 2018 byl metropolitou kyjevským Onufrijem (Berezovským) postřižen na monacha se jménem Dionisij na počest svatého Dionisija Pečerského a 2. dubna povýšen na archimandritu.
Dne 17. prosince 2018 jej Svatý synod Ukrajinské pravoslavné církve zvolil biskupem perejaslav-chmelnyckým a vikářem kyjevské eparchie. Biskupská chirotonie proběhla 19. prosince v chrámu svatého Mikuláše při rezidenci metropolity kyjevského v Kyjevskopečerské lávře. Hlavním světitelem byl metropolita kyjevský a celé Ukrajiny Onufrij (Berezovskyj), který ho 17. srpna 2023 povýšil na arcibiskupa.